# 青山湖区
青山湖区是中国江西省南昌市的一个市辖区、位於南昌市城東，贛江下游，青山湖畔，2001年南昌市郊区正式更名青山湖区、區政府駐南京东路699号。

## 历史
青山湖区早在新石器晚期（约5000年）就有原始居民定居在此，至3000年前南起青云谱北至艾溪湖已形成密集的居民点。《尚书·禹贡》中的记载显示夏、商、周时期青山湖区属于扬洲之域，而春秋战国时期归属楚国（《南昌府志卷－沿革表》），而秦始皇统一天下后青山湖区被划为九江郡的属地（《通典》）。
公元前206年，秦朝灭亡，刘邦打败项羽之后于汉高祖五年（公元前202年）命颖阴侯灌婴“渡江定豫章郡（《汉书》）”以御赵佗来平定南方，灌婴选定南昌为郡治所在地并在公元前201年在南昌筑城；值得一说的是当时城址选在的“诸道之冲”今为青山湖区湖坊镇黄城村一带，因此历史上有“青山湖区是南昌城的鼻祖”之说。
2002年南昌市郊区更名为青山湖区。
2004年南昌市对旗下东湖区、西湖区、青云谱区、青山湖区进行调整。
2021年12月26日，青山湖区蛟桥镇划出，改隶新建区并改名蛟桥街道，在2022年1月26日挂牌

## 行政区划
青山湖区下辖4个街道办事处、4个镇
青山路街道、南鋼街道、站東街道、上海路街道、羅家鎮、湖坊鎮、塘山鎮、京東鎮、青山湖高新產業園區、艾溪湖管理處（高新區代管）
根據第七次人口普查數據，截至2020年11月1日零時，青山湖區常住人口為1307366人。